# دانييل جيه. كينغ
دانييل جيه. كينغ (بالإنجليزية: Daniel King)‏ (و. 1963  م) هو مؤلف، وصحفي، ولاعب شطرنج من المملكة المتحدة، وإنجلترا.

## روابط خارجية
- دانييل جيه. كينغ على موقع الاتحاد الدولي للشطرنج (الإنجليزية)
- دانييل جيه. كينغ على موقع مباريات الشطرنج (الإنجليزية)
- دانييل جيه. كينغ على موقع 365Chess.com (الإنجليزية)
- دانييل جيه. كينغ على موقع Chesstempo.com (الإنجليزية)